# Irenidae
Famille
Genre
Irena est un genre constitué de deux espèces de passereaux, appelés irènes, endémiques de la zone indomalaise. C'est le seul genre de la famille des Irenidae.

## Systématique
Dans la classification de Sibley et Monroe (1993), basée sur l'hybridation de l'ADN, cette famille comprend aussi les verdins formant auparavant, la famille des chloropséidés.

## Espèces
D'après la classification de référence (version 15.1, 2025) du Congrès ornithologique international :
- Irena puella – Irène vierge
- Irena tweeddalii – Irène de Tweeddale
- Irena cyanogastra – Irène à ventre bleu